# Martin Niemöller
Friedrich Gustav Emil Martin Niemöller (n. 14 ianuarie 1892, Lippstadt, Regatul Prusiei, Imperiul German – d. 6 martie 1984, Wiesbaden, RFG) a fost un pastor luteran german cunoscut pentru vederile sale antifasciste. A făcut parte din Biserica Mărturisitoare, implicată în rezistența germană. Niemöller a fost arestat și a supraviețuit detenției în diferite lagăre de concentrare.
Poziția sa este sintetizată în celebrul său citat:
„Când naziștii au venit să îi ia pe comuniști, n-am scos o vorbă. Nu eram comunist. Când i-au arestat pe social-democrați, am tăcut. Nu eram social-democrat. Când au venit să îi ia pe sindicaliști, nu am protestat. Nu eram sindicalist. Când au venit să îi ia pe evrei, nu m-am revoltat. Nu eram evreu. Când au venit să mă ia pe mine, nu mai rămăsese nimeni care să-mi ia apărarea.”

## Biografie
În timpul Primului Război Mondial a fost comandantul unui submarin.
A fost pastor luteran la Berlin-Dahlem și s-a remarcat ca unul dintre cei mai mari adversari ai neopăgânismului fascist. A rostit numeroase predici antifasciste în fața a mii de oameni, ceea ce a înfuriat autoritățile naziste care i-au înscenat un proces public, în cadrul căruia a fost achitat.
Pentru convingerile sale ideologice a fost arestat de Gestapo și închis, în perioada 1937-1945, în Lagărul de concentrare Sachsenhausen și în cel de la Dachau.
După eliberare și-a exprimat regretul că nu a făcut mai mult pentru ajutorarea victimelor nazismului. Din acest motiv, a fost unul dintre inițiatorii actului Stuttgarter Schuldbekenntnis („Declarația de vinovăție de la Stuttgart”), publicată la 19 octombrie 1945, prin care Biserica Evanghelică Germană recunoștea că nu și-a manifestat nicio opoziție față de regimul lui Hitler.
A denunțat Războiul din Vietnam și a purtat o campanie intensă în favoarea dezarmării nucleare.